# Дорожная диета

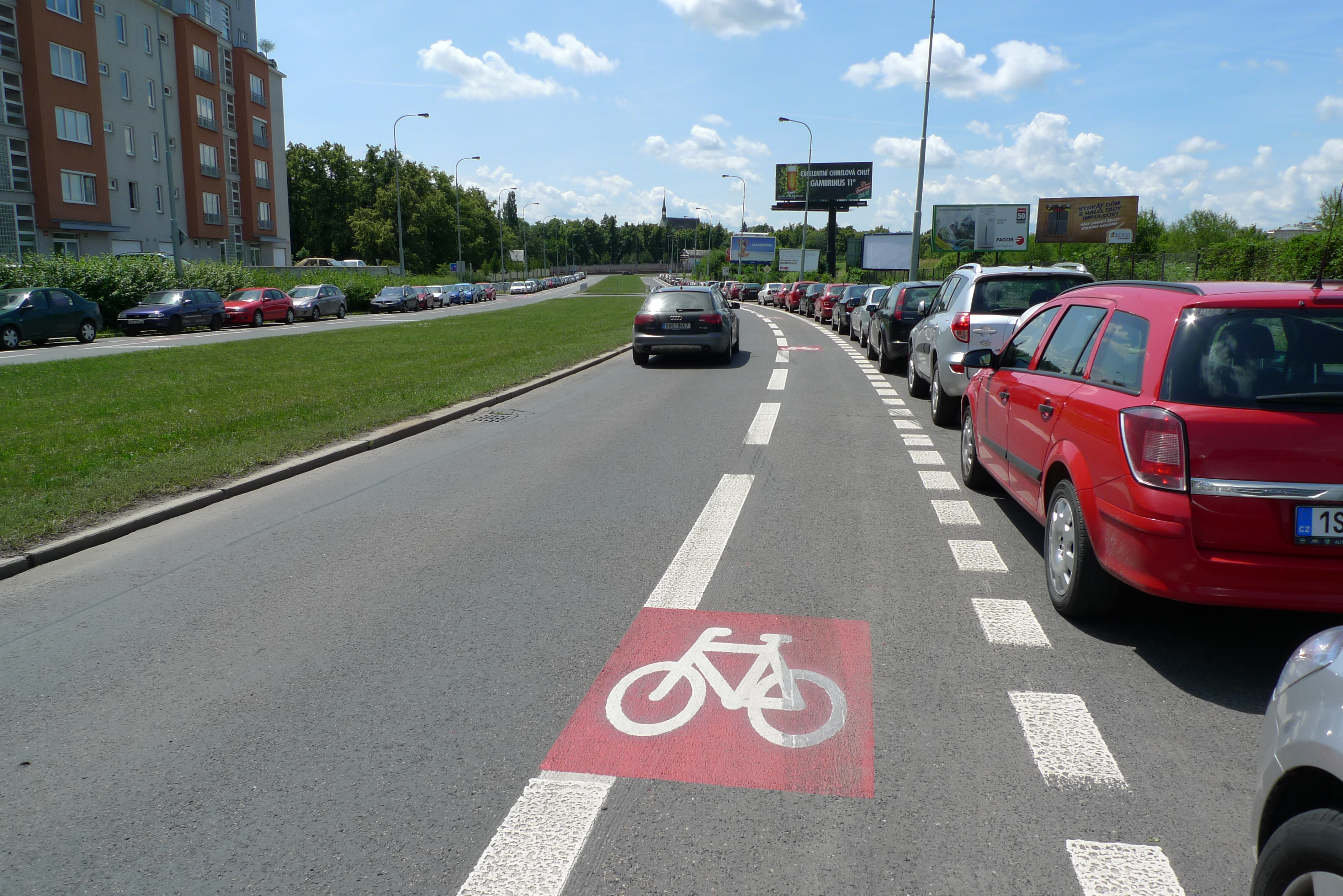
Улица Почерника в Праге. До 2010-х годов она была четырёхполосной. Затем её сделали двухполосной, а остальное место отвели под велодорожку и парковочные места.

Дорожная диета — политика, направленная на уменьшение числа полос движения и их сужение, чтобы вынудить водителей уменьшать скорость движения и, таким образом, повысить безопасность дорожного движения в населённых пунктах.
Самая распространённая ширина полос движения в России — 3,75 метра. В городах Западной Европы делают полосы шириной 3—3,25 метра и уже. Максимальная пропускная способность полос достигается при скорости 50 км/ч, а для такой скорости комфортная ширина полосы — около 3—3,25 метра.
Согласно исследованиям, проведённым в США, пропускная способность у трёхметровых полос — 93 % от пропускной способности полос в 3,6 метра ширины.
Распространено мнение, что на узких дорогах с малым количеством полос будет больше заторов, но оно ошибочно. При расширении существующих и добавлении новых полос, проблема дорожных пробок в городской застройке наоборот обостряется. Несмотря на рост пропускной способности улицы, эффект «бутылочного горлышка» приводит к общему ухудшению дорожной ситуации. В некоторых ситуациях при сужении полос пропускная способность улицы не снижается  — например, после реконструкции Тверской улицы в Москве. Историк и социолог Льюис Мамфорд писал: «Увеличивать ширину дорог, чтобы бороться с пробками — это как расслаблять свой ремень, чтобы бороться с ожирением».
Ширина полосы в 3,5 и более метров оправдана при скорости движения 90-110 км/час, недопустимой в городской застройке.
Следует также иметь в виду, что на дороге с четырьмя полосами движения водителям сложнее сориентироваться. Поэтому вероятность аварий на дороге с большим числом полос выше.
«Дорожная диета», как правило, предполагает сокращение числа полос с четырёх до трёх (центральная используется в качестве поворотной), а излишки отводятся под велодорожку и парковочные места. Также возможно расширение тротуаров.
В США в городе Орландо после уменьшения количества полос на улице Эджуотер-Драйв с четырёх до трёх, нагрузка снизилась с 20,5 тысяч автомобилей в день до 18 тысяч, а затем вновь выросла до 21 тысячи автомобилей. При этом число пешеходов на улице выросло на 23 %, а велосипедов — на 30 %. После того как в Нью-Йорке «дорожная диета» была применена на 460 участках, количество аварий на них сократилось на 67 %, а на близлежащих улицах — на 13 %.